# ВЛ8
Електровоз ВЛ8 (Володимир Ленін, 8-вісний, до 1963-го року — Н8, Новочеркаський, 8-вісний) — магістральний вантажний електровоз постійного струму з осьовою формулою 20+20+20+20, що випускався з 1953 по 1967 рік. Наприкінці 50-х і до 1961-го року був найпотужнішим вантажним електровозом у Радянському Союзі.

## Історія створення електровоза
Причина створення електровоза — нестача вантажних електровозів постійного струму. Електровози ВЛ22м не справлялися з необхідною роботою.
У 1952 році під керівництвом головного конструктора Новочеркаського електровозобудівного заводу Б. В. Суслова почалося проектування нового електровоза, а у березні 1953 року вже був виготовлений перший дослідний восьмиосьовий електровоз Н8-001. Схеми його електричних кіл відповідали кресленню ОТН-354.001. Серія Н8 означала: Новочеркаський, восьмиосьовий.
На електровозі застосовані принципово нові візки литої конструкції, подібні до тих, що використовувалися на американських тепловозах Дб. Усі букси обладнані підшипниками кочення. Ресорне підвішування, що складається з надбуксових циліндричних пружин і листових ресор, є збалансоване на кожному боці візка. Кузов електровоза вперше виконаний без перехідних майданчиків, напівобтічної форми. Двері розташовуються з бічних сторін кузова.
Для електровоза заново спроектовані нові тягові електродвигуни НБ-406А з ненасиченою магнітною системою, що дозволяє їм реалізовувати повну потужність у більшому діапазоні частот обертання. При напрузі на затисках 1500 В ці ТЕД розвивали тривалу потужність 470 кВт і годинну 525 кВт.
Секції Н8 є постійно механічно і електрично сполучені між собою і можуть відокремлюватися тільки при ремонтах. Усі силові кола є спільними для обох секцій, що дозволяє на серієсному з'єднанні збирати в послідовне коло усе вісім ТЕД. На електровозі реалізоване рекуперативне гальмування з противокомпаундуванням збудників та перехресним збудженням тягових двигунів для зменшення маси мотор-генераторів.
Схематично електровоз має ту, що стала вже стандартною, схему реостатного пуску з серієсним, серієсно-паралельним і паралельним з'єднаннями ТД і застосуванням 4-х ступенів послаблення збудження. Проте більшість електричних апаратів і усі допоміжні машини були спроектовані заново, на більш високому технологічному рівні. На Н8-001 уперше був застосований новий струмоприймач П-3 з двома полозами, швидкодіючий вимикач БВП-3А, та інше.
Результати контрольного зважування показали перевищення вагових параметрів по відношенню до заданих — навантаження від осі досягло 23,9 тс замість 22,5 тс за проектом. Випробування електровоза впродовж 1953—1954 на Сурамському перевалі і на ділянці Кропачево — Златоуст — Челябінськ (на базі депо Златоуст) Південно-уральської залізниці показали його значну перевагу над ВЛ22м. Н8-001 реалізовував тривалий час дотичну силу тяги 45-47 тс при швидкостях 40-45 км/год, в окремих випадках при пуску сила тяги досягала 54 тс.

### Серійні електровози

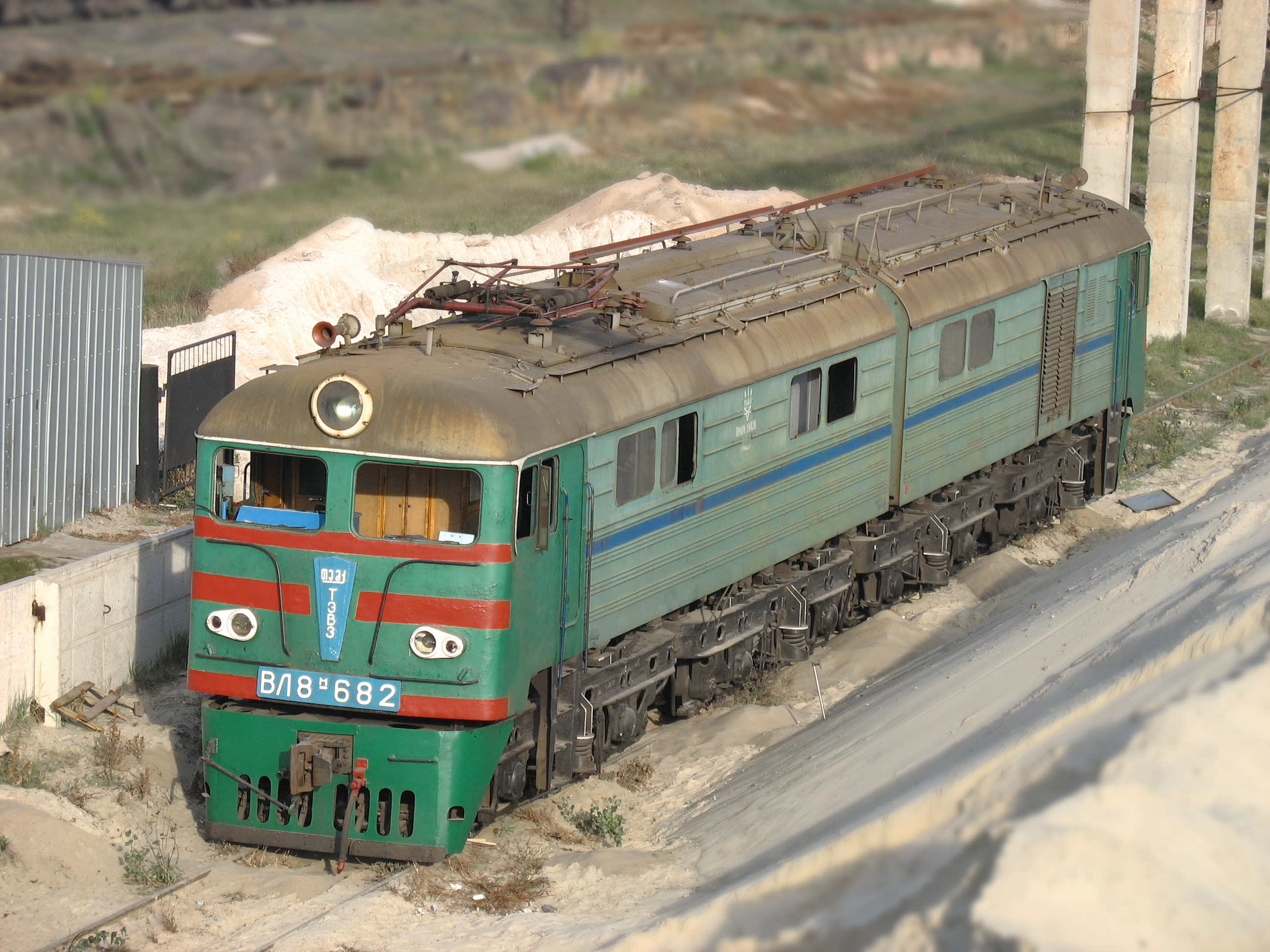
Електровоз ВЛ8м-682, ст. Нижньодніпровськ-Вузол

У 1956 році розпочався серійний випуск електровозів на Новочеркаському електровозобудівному заводі. Для збільшення випуску електровозів було прийнято рішення приєднати до випуску машин Тбіліський електровозобудівний завод (ТЕВЗ). У 1957 році завод випустив свій перший дослідний екземпляр, а з 1958 року розпочався серійний випуск.
Серійні електровози за конструкцією повторювали дослідну серію, маючи лише незначні відмінності.
Кузов і візок електровозів ВЛ8 починаючи з 1957 року виготовляв Луганський тепловозобудівний завод. Електровози будувались до 1967 року включно. Всього було побудовано 1723 електровози, з них НЕВЗ побудував 430 електровози, ТЕВЗ — 1293 електровоза.
До 1961 року вони були найпотужнішими в СРСР локомотивами, здатними водити одиничною тягою на підйомі 9 ‰ поїзди
масою 3500 т з швидкістю 50-80 км/год.
При швидкості 100 км/год електровоз може розвивати силу тяги 8000 кг. Рекуперативне гальмування електровоза можливе з 12 до 100 км/год. Зчіпна маса електровоза — 180 т.

## Зміна назви
Після Новочеркаського повстання, електровози серії Н8 отримали з січня 1963 року позначення серії ВЛ8 (фото [Архівовано 24 жовтня 2013 у Wayback Machine.]).

## Наші дні
Станом на 2017 рік ВЛ8 використовуються в Україні на Донецькій та Придніпровській залізниці.

## Конструкція

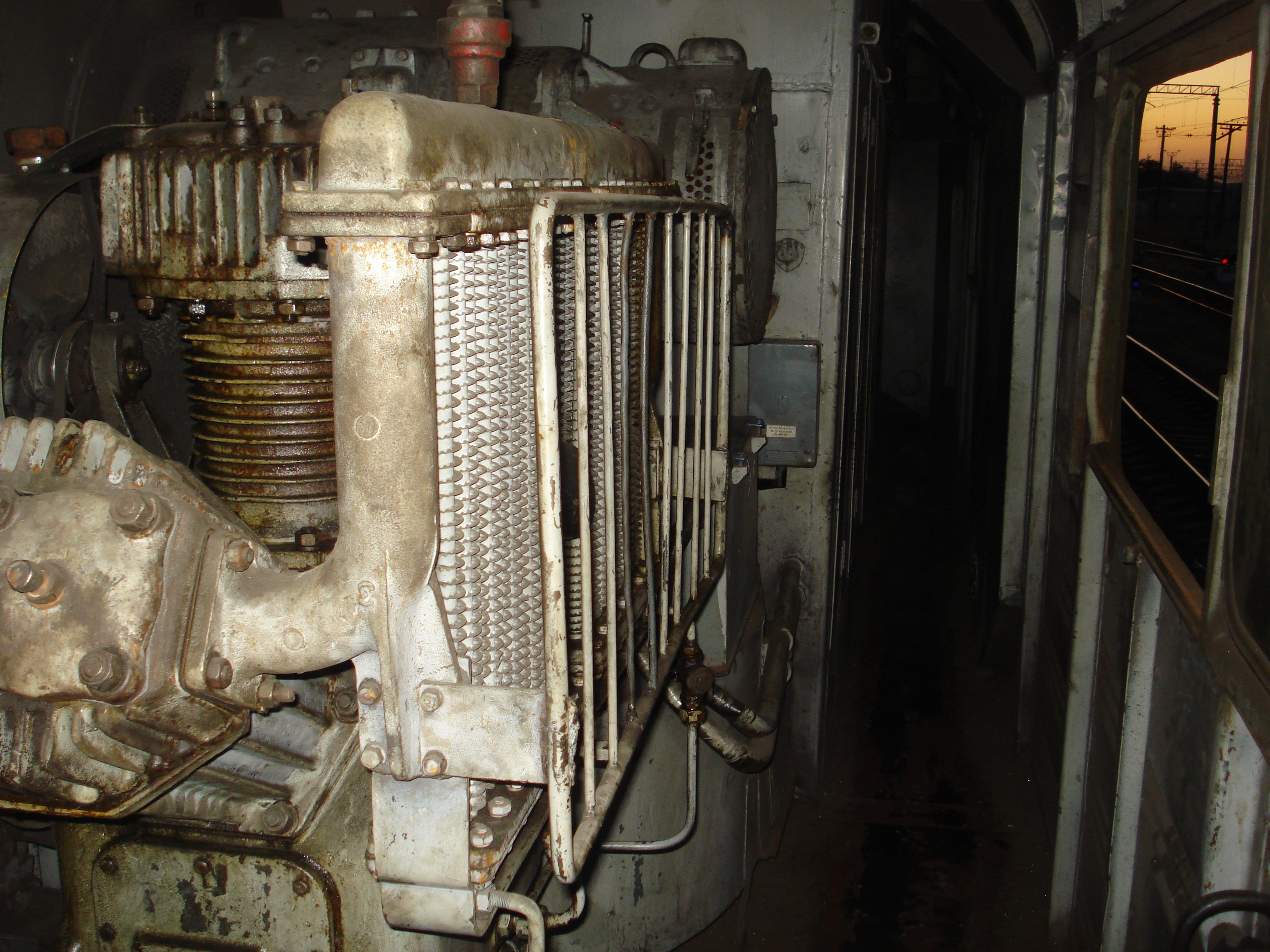
Машинне відділення електровозу ВЛ8

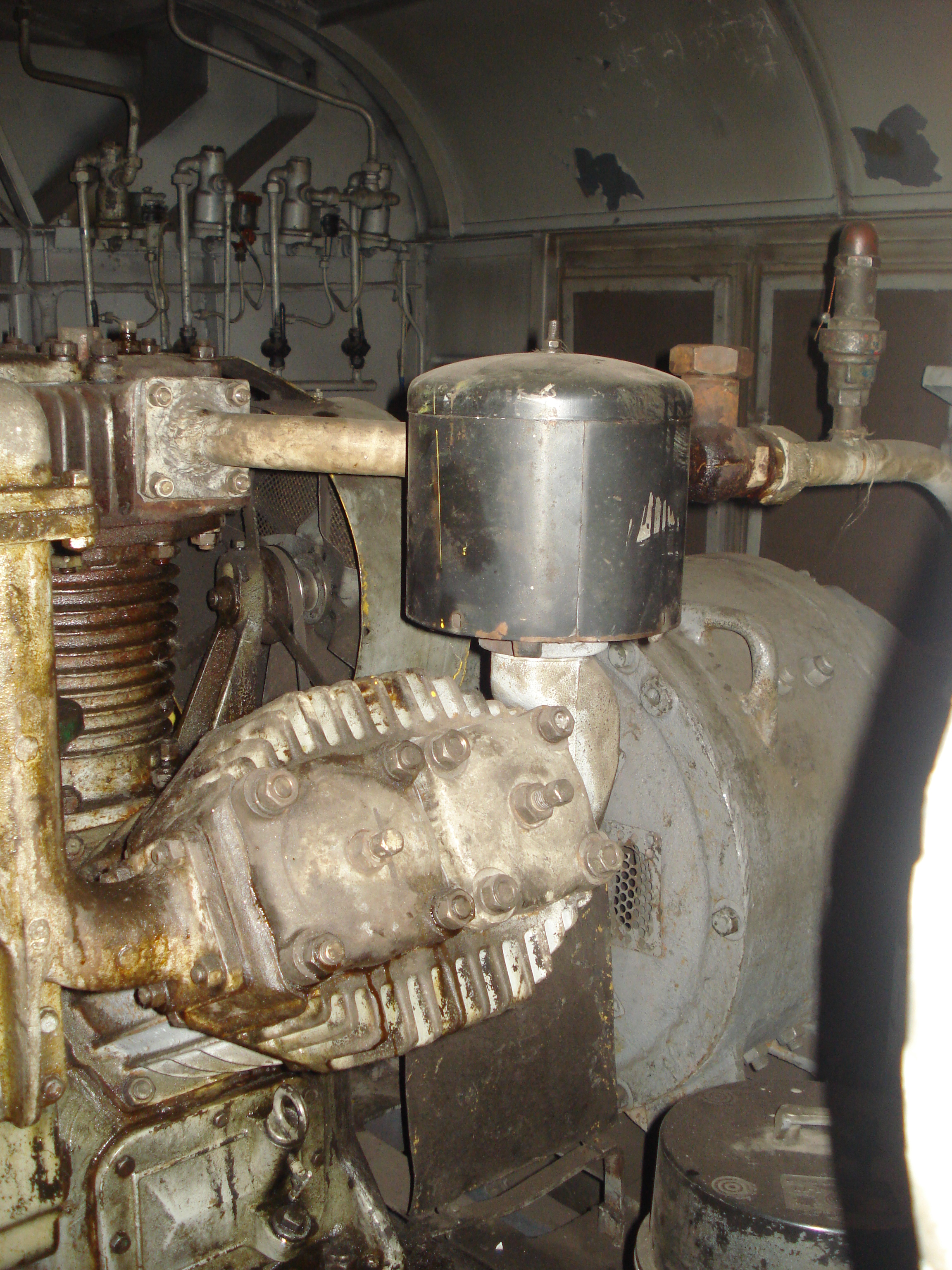
Мотор-компресор КТ6ел електровозу ВЛ8

На кожному кузові електровоза встановлені наступні електричні допоміжні машини:

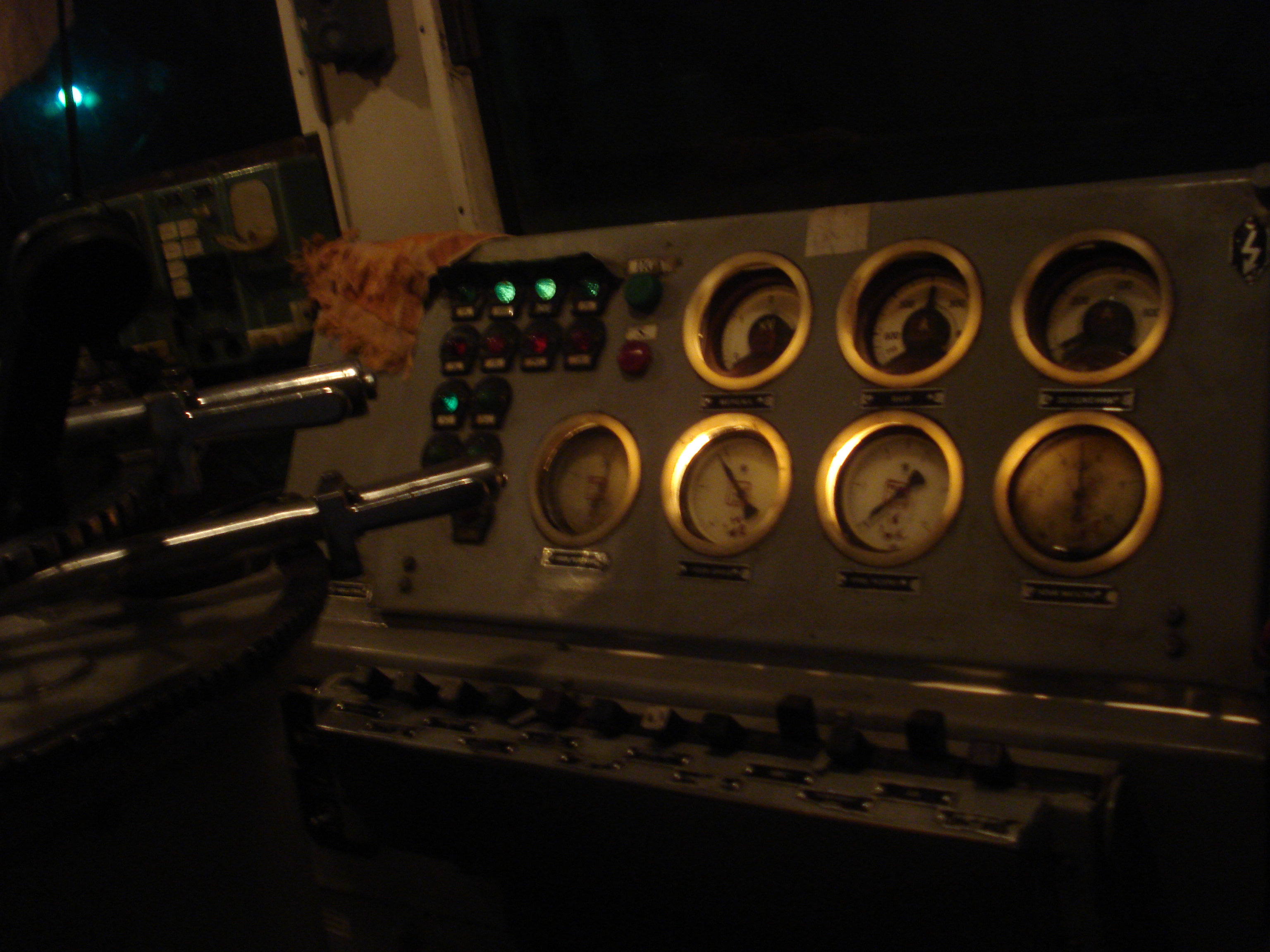
Пульт машиніста електровоза ВЛ8

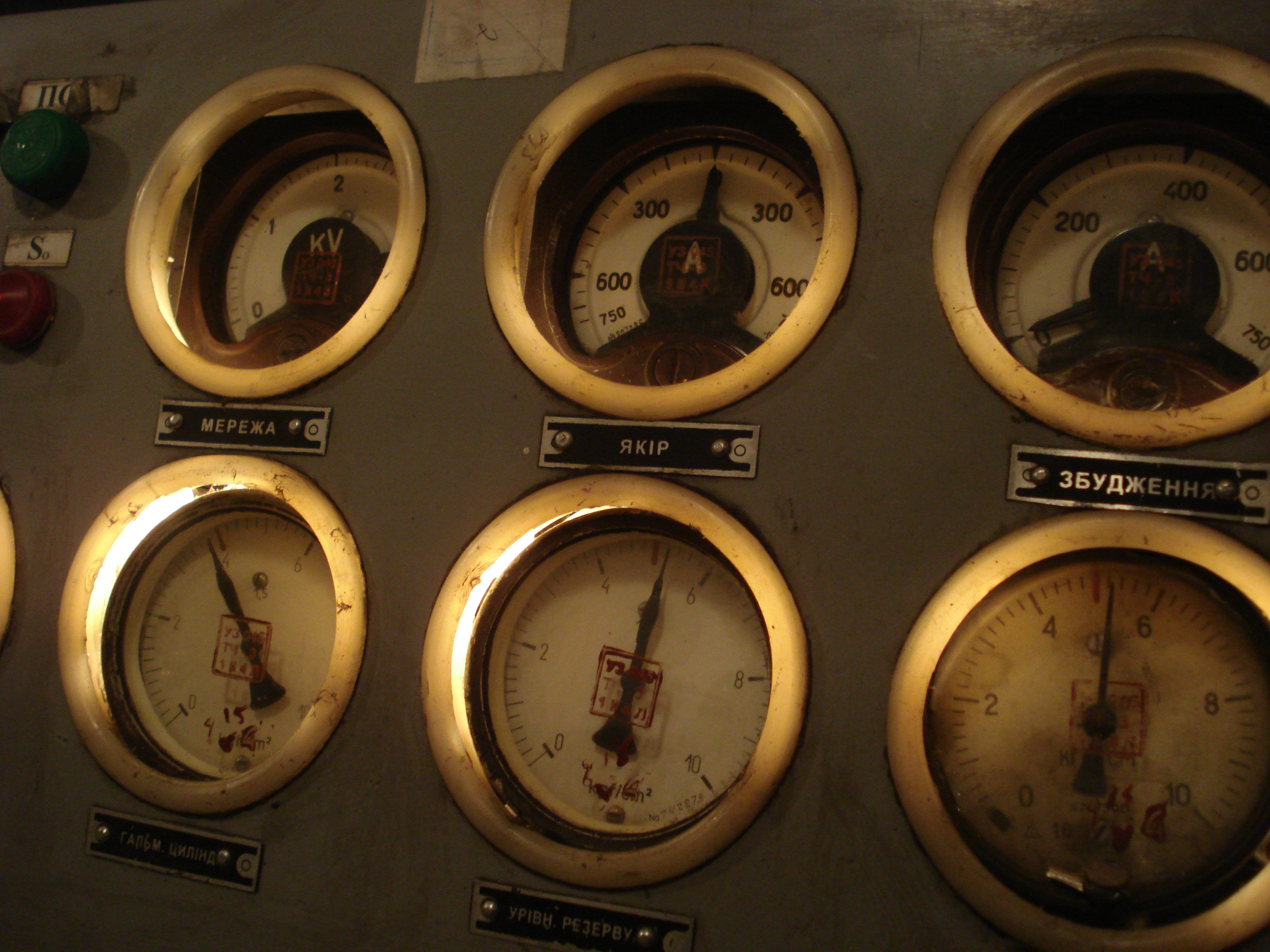
Прилади на пульті машиніста електровозу ВЛ8

Перетворювач НБ-436А — призначений для живлення обмоток збудження тягових електродвигунів при рекуперативному гальмуванні. Вмикається кнопкою на пульті машиніста. Робота перетворювача допускається тільки на високій частоті обертання вентиляторів. При роботі на низькій частоті слід відключити вентилятори, дочекатися доки впаде їх частота і живлення кіл електровоза перейде від акумуляторної батареї, запустити вентилятори на високу частоту обертання. Це потрібно для ввімкнення контакторів ШК (швидкодіючих контакторів). Конструктивно перетворювач це двигун з номінальною напругою 3300 В і генератор з номінальною напругою 38 В в одному корпусі. Регулювання вихідного струму генератора виконується гальмівним валом контролера машиніста. В залежності від його положення змінюється струм збудження генератора. Під час експлуатації при переводі електровозу на рекуперативне гальмування струм генератора контролюється по приладу «Збудження» на пульті машиніста.

Електродвигун НБ-431 — приводить в рух вал компресору КТ6, який живить стиснутим повітрям пневматичні кола електровоза. Керується регулятором тиску марки АК-11Б, встановленому в кабіні. Кожен компресор окремо вмикається кнопкою на пульті машиніста (кнопки «Компресор I» та «Компресор II» відповідно). При зниженні тиску в головних резервуарах нижче 7,5 атм. компресори запускаються, при досягненні тиску 9,3 атм. вимикаються. Режим роботи електродвигуна — повторно-короткочасний. Один мотор-компресор розрахований на живлення стиснутим повітрям до 180 осей поїзда.
Електродвигун НБ-430А — приводить в рух вентилятор охолодження і генератор струму керування. Режим роботи двигуна — тривалий. Електричною схемою електровоза передбачена робота двигуна на високій та низькій частоті обертання. Технічно для високої частоти обертання двигуни кожного кузова підключені паралельно до напруги контактної мережі. Для роботи двигунів обох кузовів на низькій частоті вони під'єднуються послідовно один з одним, відповідно напруга на кожному двигуні буде половиною напруги контактної мережі. Керування двигунами виконується кнопками «Низька частота» та «Висока частота» на пульті машиніста. Конструкцією пульта зроблена неможливість ввімкнути обидві кнопки одночасно.

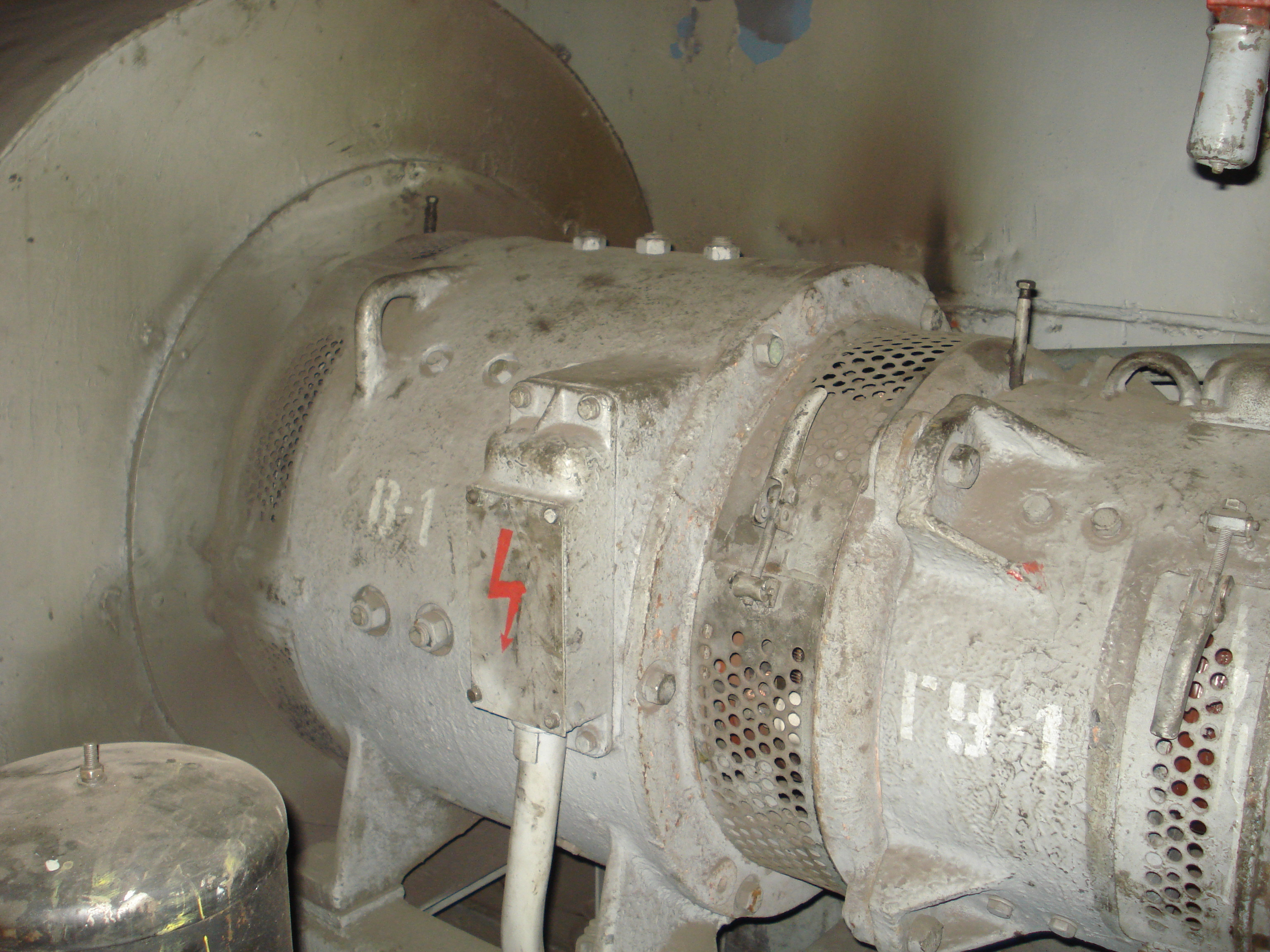
Вентилятор охолодження з генератором електровозу ВЛ8

Генератор ДК-405К — призначений для живлення постійним струмом з номінальною напругою 50В низьковольтних кіл електровоза (кола керування, освітлення, зарядки акумуляторної батареї, збудження генератора перетворювача). Номінальна потужність генератора — 4,5 кВт. Вал приводиться в рух електродвигуном вентилятора охолодження електровоза. Для регулювання вихідної напруги на розподільному щитку електровоза (знаходиться в кузові 2) встановлені два вібраційних регулятори напруги типу СРН. Так само як і приводні двигуни вентиляторів, при відповідній частоті генератори з'єднані послідовно або паралельно. При роботі вентиляторів на низькій частоті обидва генератори з'єднані послідовно і обидва живлять кола електровоза. При переводі вентиляторів на режим високої частоти генератори під'єднані до кіл паралельно, причому живлення усіх кіл відбувається тільки від одного генератора. Інший обертається в холосту. На розподільному щитку електровоза є рубильник, який має два положення «Генератор 1» та «Генератор 2». Ним визначається який генератор буде живити кола і заряджати акумуляторну батарею на високій частоті. Відповідно при виході з ладу одного з генераторів робота на низькій частоті неможлива, а на високій частоті рубильником підключається справний генератор і робота електровоза може бути продовжена в штатному режимі до заїзду в депо.
Електродвигун П11 — призначений для обертання допоміжного компресора, який живить пневматичні кола підйому струмоприймача при відсутності стиснутого повітря в головних резервуарах електровоза. Номінальна напруга — 50 В, потужність 500 Вт. Встановлюється по одному на електровоз. При тривалому відстої електровозу в неробочому стані стиснуте повітря уходить, що створює неможливість підйому струмоприймачів. Тому для їх підйому і вмикається двигун допоміжного компресора, живлення якого відбувається від акумуляторної батареї. Допоміжний компресор качає повітря в резервуар кіл керування (від головних резервуарів від'єднаний), і при достатньому тиску (в експлуатації приблизно 5 атм) відбувається підйом струмоприймачів і ввімкнення основних компресорів. Після створення достатнього тиску в головних резервуарах живлення пневматичних кіл буде відбуватися від них і допоміжний компресор вимикається. Кнопка ввімкнення допоміжного компресора знаходиться в машинному відділенні навпроти пневматичної панелі. Тиск в колах керування контролюється за відповідним манометром на пневматичній панелі.

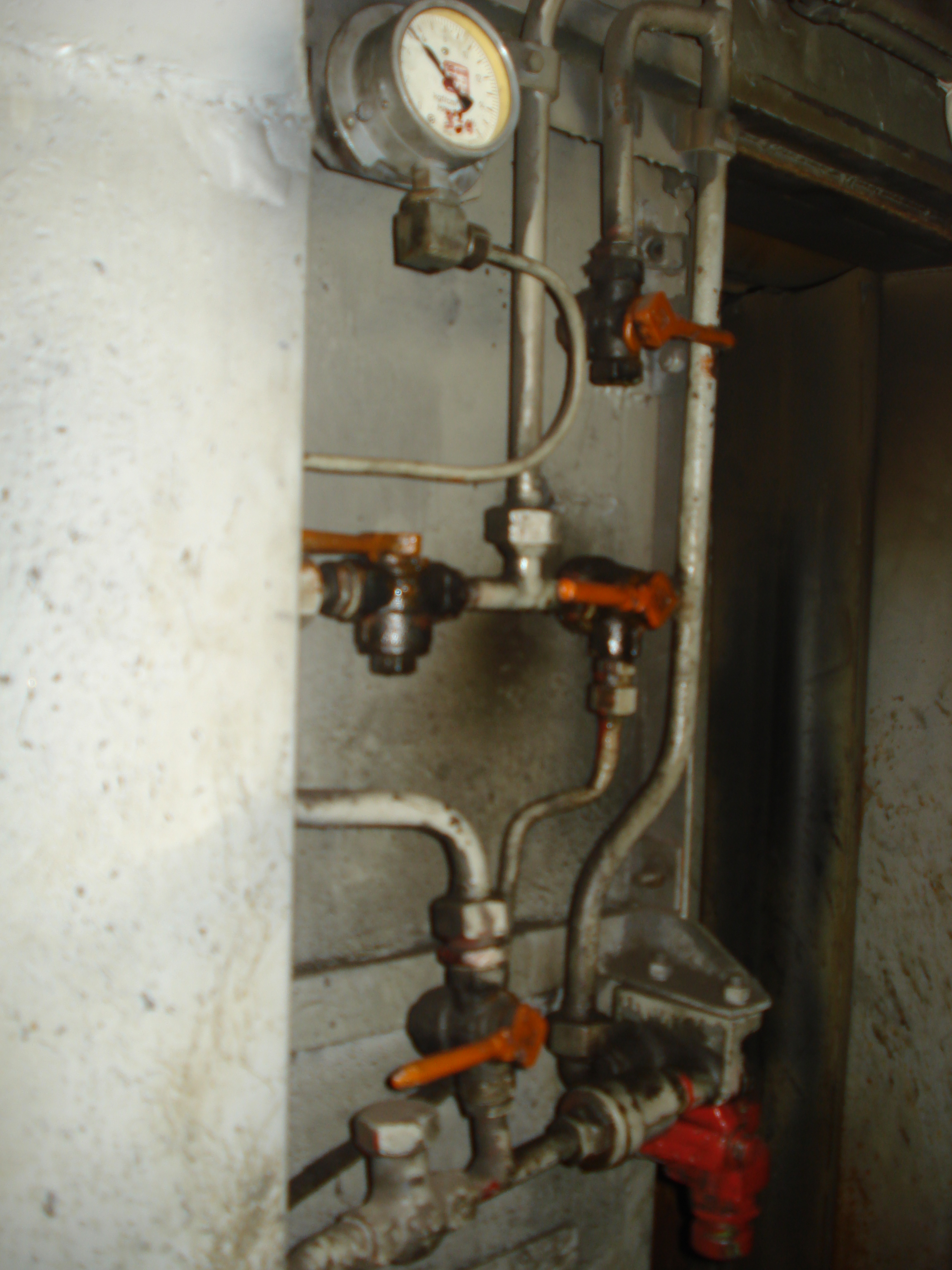
Пневматична панель електровозу ВЛ8

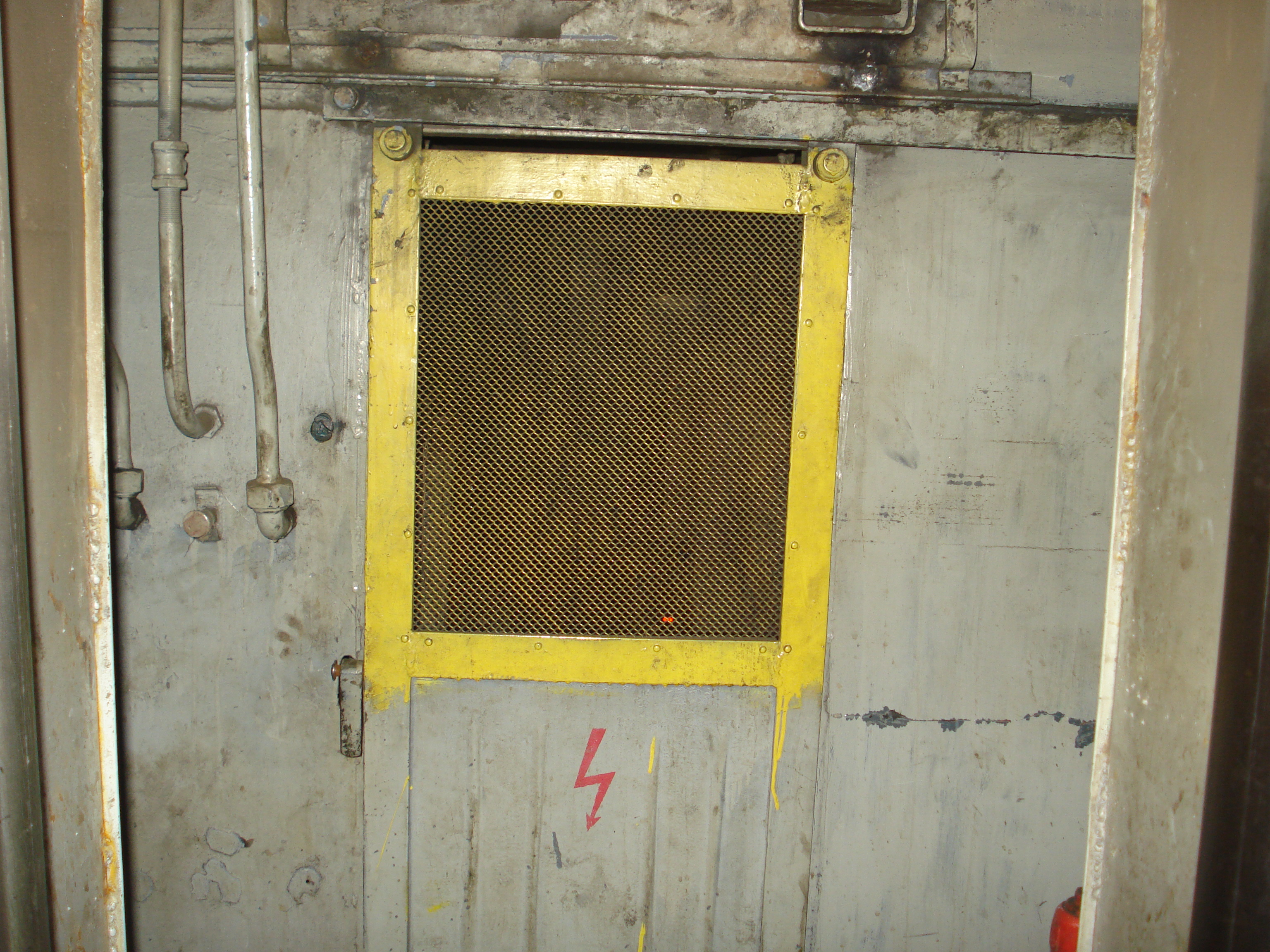
Вхід до високовольтної камери електровозу ВЛ8

На електровозі ВЛ8 встановлені наступні основні електричні апарати:
Струмоприймач П-3А — призначений для знімання струму з контактного дроту. Встановлено по одному на кожний кузов. Номінальний струм знімання — 1500 А, найбільш допустима швидкість руху — 150 км/год. Для підняття струмоприймача на пульті машиніста вмикається кнопка «Струмоприймачі», після чого пневматичними блокуваннями фіксуються в закритому положенні двері високовольтної камери, та відповідними кнопками «Струмоприймач I» та «Струмоприймач II». Якщо двері високовольтної камери закриті і заблоковані, достатній тиск повітря в пневматичних колах електровоза і напруга АБ, струмоприймачі піднімаються до контактної мережі, про що свідчить показання вольтметра «Напруга КМ» в контактній мережі. Коли полоз струмоприймача в контакті з контактним дротом, що під напругою, спрацьовує додатковий привід блокування високовольтної камери. Якщо з будь-яких причин струмоприймач в процесі експлуатації не від'єднається від контактної мережі, двері високовольтної камери будуть заблоковані. Справність високовольтної котушки вентилю захисту контролюється лампою «РКЗ» (реле контролю захисту) на пульті машиніста.
Швидкодіючий вимикач БВП-3А — призначений для захисту силових кіл від струмів перевантаження і короткого замикання, а також для оперативного підключення/відключення високовольтних кіл до мережі. Встановлений тільки в кузові 1. Найбільший розривний струм — 10000 А. Струм уставки — 2500 А. Швидкодіючий вимикач (далі ШВ) — поляризований, тому власним захистом працює тільки в режимі тяги. В режими рекуперації команду на відключення отримує від контакторів ШК (швидкодіючих контакторів). Для ввімкнення ШВ потрібна достатня напруга АБ і тиск стиснутого повітря в пневматичних колах керування (не менше 3,7 атм). Для ввімкнення ШВ на пульті машиніста слід ввімкнути кнопку «ШВ», і на одну секунду ввімкнути кнопку з самоповерненням «Повернення ШВ». Якщо в колах електровозу відсутнє КЗ, кола захисту працюють справно, ШВ ввімкнеться, про що свідчить відповідна лампа на пульті машиніста. При аварійному режимі або КЗ швидкодіючий вимикач відключиться, від'єднає кола електровозу від контактної мережі, розірве дугу незалежно від положення кнопки «ШВ» на пульті машиніста. Про відключення ШВ свідчить погасання лампи ШВ на пульті машиніста і відключення силових кіл (тягових електродвигунів, вентиляторів охолодження, перетворювача). В експлуатації при аварійному відключенні швидкодіючим вимикачем ланцюгів, що знаходяться під струмом чутно характерний хлопок в машинному відділенні. Для оперативного відключення машиністом БВ натискається кнопка «Повернення ШВ», потім вимикається кнопка «ШВ», потім вимикається кнопка з самоповерненням «Повернення ШВ». Конструкційно ШВ виконаний так, що незалежно від положення кнопки «Повернення ШВ» при КЗ в силових колах контакти ШВ розімкнуться.
Електропневматичні контактори ПК — призначені для комутації силових кіл, по яких проходять великі струми. Привід контактора пневматичний, що забезпечує сильне стиснення контактів контактора і зменшення перехідного опору при проходженні струму. В залежності від положення контактора в ланцюзі використані різні дугогасні камери. Так, для підключення/відключення тягових електродвигунів до мережі використовуються електропневматичні контактори ПК-21 (ПК-22, ПК-26) з номінальним струмом 500 А. Ці контактори називаються лінійними. Для вводу/виводу опору шляхом його закорочування послідовно тяговому двигуну використовуються контактори ПК-06 (ПК-07, ПК-11) з номінальним струмом 350 А. Для комутації опору послідовно обмотці збудження (для послаблення поля тягових електродвигунів) використовуються електропневматичні контактори ПК-14 (ПК-15, ПК-19) без дугогасної камери.
Електромагнітний контактор МК-310Б — призначений для комутації кіл допоміжних машин електровоза. Номінальний струм контактора — 25 А.
Електромагнітний контактор МК-15-01 — призначений для підключення печей опалення кабіни. Номінальний струм — 1,5 А. Контактор не має дугогасної камери. Ввімкнення контакторів відбувається кнопками «Пічки I групи» та «Пічки II групи» на пульті помічника машиніста. Між кузовами з'єднання кола котушок контакторів печей немає, тому відповідна група печей буде працювати лише в тій кабіні, в якій вона ввімкнена.
Контактори МКП-23А та МКП23В — призначені для автоматичного закорочування демпферного опору двигунів перетворювача та вентилятора під час їх запуску.
Швидкодіючий контактор БК-2Б — призначений для захисту тягових електродвигунів від короткого замикання при рекупераційному гальмувані. Швидкодіючий вимикач електровозу поляризованого типу, тому діє тільки в режимі тяги. Для захисту двигунів в режимі рекуперації встановлений швидкодіючий контактор, який має час власного відключення 0,0015 с, тривалий струм 600 А. Швидкодіючий контактор вмикається автоматично разом з увімкненням вентиляторів на швидку частоту обертання. Положення контактору контролюється за сигнальною лампою «ШК» на пульті машиніста. Схемою електровоза передбачене гасіння магнітного поля тягових двигунів при КЗ.
Контактор КВЦ-2А — електромагнітний контактор, що призначений для підключення допоміжних високовольтних кіл електровоза до мережі і захисту їх від перевантаження і КЗ за командою диференційного реле. Для ввімкнення КВЦ на пульті машиніста потрібно натиснути кнопку з самоповерненням «Повернення реле» і кнопку КВЦ. Положення КВЦ контролюється за відповідною сигнальною лампою «КВЦ» на пульті машиніста. Конструкційно неможливо одночасно ввімкнути обидві кнопки на пульті. Номінальний струм контактора — 75 А.
Групові кулачкові перемикачі ПКГ-4А та ПКГ-6В — призначені для перемикання тягових двигунів на різні типи з'єднання: послідовне, послідовно паралельне і паралельне (в залежності від положення реверсивно-селективної рукоятки контроллера машиніста). Мають пневматичний привод. Перемикання тягових двигунів з одного з'єднання на інше виконується під струмом, тому перемикачі мають дугогасні камери. Конструкційно, згідно розгортки, перемикання під струмом відбувається в декілька етапів. На електровозі ВЛ8 застосоване резисторне переключення тягових електродвигунів з одного з'єднання на інше. Недосконалість цього методу викликає стрибки струму в дозволеному неаварійному діапазоні при зміні з'єднання.
Реверсор РК8 — призначений для переключення обмоток збудження тягових електродвигунів з метою зміни напрямку руху електровоза. Реверсування двигунів відбувається без струму, тому РК8 не має гасіння дуги. Контролер машиніста виконаний таким чином, що переключення реверсору можливе тільки на знеструмлених тягових електродвигунах (в положенні основного валу контролера машиніста в нульовому положенні).
Гальмівний перемикач ТК8 — призначений для комутації ланцюгів електровозу в моторний режим або режим рекуперативного гальмування. При моторному режимі обмотки збудження тягових двигунів підключені до якірних обмоток послідовно. При рекуперативному гальмуванні гальмівним перемикачем обмотки збудження виключаються з послідовної схеми та групуються для живлення від генератора перетворювача. Перемикання гальмівного вимикача відбувається тільки при знеструмлених тягових двигунах.
Перемикач вентиляторів ПШ-5Б — призначений для переключення двигунів вентиляторів на режим високої або низької частоти. Має два відповідних положення. При ввімкнені на пульті машиніста кнопки з відповідною заданою швидкістю перемикач ПШ-5Б повертається в відповідне положення (якщо до цього в ньому не був) і подає напругу на контактор ввімкнення вентиляторів. При вмиканні кнопки на пульті машиніста «Низька частота» перемикач ПШ займає відповідне положення, при якому двигуни вентиляторів з'єднані послідовно. При виборі високої швидкості двигуни до мережі перемикачем ПШ-5Б підключається паралельно. Якщо вимикач за якихось причин не перемкне правильний тип з'єднання (правильну швидкість), вентилятори не ввімкнуться.
Вимикач двигунів ОД-8А та ОД-8Б-2 — призначені для відключення аварійної (пошкодженої) пари тягових двигунів і переключення решти справних двигунів на аварійну схему роботи. Конструктивно вимикач є великим рубильником. При пошкодженні якогось з двигунів (відбувається відключення ШВ) машиніст визначає який двигун пошкоджений і вимикає його з групи. Електровоз продовжує роботу на 6 справних двигунах в аварійному режимі. При цьому на послідовному з'єднанні працюють усі 6 двигунів послідовно, на СП з'єднанні працює тільки 4 двигуни на тому кузові, де усі справні і схематично підключаються вчотирьох послідовно, а на П з'єднанні підключені знов усі 6 двигунів на паралельний режим (по два послідовно в групі відповідно) до мережі. Рекупераційне гальмування застосовувати не можна. В такому режимі, якщо відсутні круті затяжні підйоми можна довести поїзд до станції за погодженням з ДНЦ, після чого електровоз повинен буди відчепленим і направленим на ремонт. В експлуатації на режимі СП працюють тільки чотири двигуни одного кузова, тому в залежності від ваги і профілю буває важко розігнати поїзд до можливості переводу двигунів на режим «П».
Роз'єднувач КЗ-1 — призначений для заземлення силових кіл при відкритих дверях високовольтної камери для захисту персоналу від попадання під високу напругу. При відкриванні двері високовольтної камери механічно замикаються контакти і створюють пряме заземлення силового кола на корпус.

Розрядник РМБВ-3,3 та РМВУ-3,3 — призначений для захисту кіл електровозу від атмосферних та комутаційних перенапруг. При напрузі вище 4200 В внаслідок комутаційних перенапруг (наприклад, різкого знеструмлення мережі і наявності підключеної до неї великої індуктивності), або атмосферних перенапруг (наприклад потрапляння блискавки), розрядник закорочує коло від струмоприймача на кузов, чим захищає електричне обладнання електровозу від пробою.
Реле високої напруги РПН-3 та РПН-496 — призначене для зменшення збудження тягових електродвигунів, що працюють в генераторному режимі під час рекуперації для зменшення напруги, що генерується, при перевищенні останньої вище 4000 В. Згідно правил технічної експлуатації залізниць України максимально допустима напруга в контактній мережі залізниць, електрифікованих постійним струмом — 4000 В. Під час рекуперації електровозів на лінії і відсутності потужних споживачів напруга тягових двигунів може перевищити цей параметр і пошкодити обладнання іншого рухомого складу на лінії. Це може стати внаслідок високої частоти обертання якорів, неправильного вибору машиністом з'єднання при рекуперації, сильним струмом збудження тягових двигунів, що працюють в генераторному режимі. Тому при перевищенні напруги, під контролем реле високої напруги примусово зменшується збудження генератора перетворювача, а з ним відповідно і збудження тягових електродвигунів, що викликає зниження вихідної напруги якорів тягових електродвигунів. Про спрацьовування реле сигналізує відповідна лампа на пульті машиніста.
Реле низької напруги РНН-3 та РНН-497 — призначене для оповіщення машиніста про гранично низьку напругу в контактній мережі. При положення реле сигналізує відповідна лампа на пульті машиніста. Напруга відключення (спрацьовування) реле — 1900 В. При гранично низькій напрузі можливий незапуск мотор-компресорів та виснаження запасу повітря в електровозі.
Реле контролю захисту РКЗ-3 — призначене для контролю цілісності високовольтної котушки вентиля захисту і сигналізації наявності напруги на струмоприймачі. Якщо за якихось причин струмоприймач не відійшов від контактного дроту (приварився), вентиль захисту буде знаходитися під напругою і двері високовольтної камери будуть заблоковані доти, поки не буде знята висока напруга з струмоприймача. Котушка РКЗ підключена послідовно котушці вентилю захисту, що сигналізує про цілісність кола захисту. Положення реле РКЗ контролюється за відповідною лампою на пульті машиніста.
Реле перевантаження — призначене для визначення пошкодженої (перевантаженої) пари тягових двигунів. Встановлюються реле типів РТ-430Б, РТ-406В, РТ-500, РТ-502. Конструктивно це реле струму, при зростанні струму вище струму уставки реле спрацьовує. При спрацьовуванні реле падає сигнальний прапорець, який буде постійно лежати доки вручну його не відновити. В кожному кузові встановлено по два реле перевантаження, відповідно до кожної групи тягових двигунів. Наприклад, при аварії тягового двигуна № 3 від струму перевантаження спрацює швидкодіючий вимикач і реле перевантаження 3-4 тягового двигуна. Прапорець цього реле свідчитиме про перевантаження цієї групи двигунів, і якщо її робота неможлива, локомотивна бригада знає яку з чотирьох груп двигунів потрібно відключити для аварійного слідування. В процесі експлуатації на високих швидкостях при П режимі бувають перекиди дуги, що викликає відключення ШВ. Відповідне реле перевантаження сигналізує на якій групі відбулося перекидання дуги і робиться відповідний запис до бортового журналу ТУ-152. Ці двигуни в пунктах обслуговування підлягають ретельному огляду.
Диференційне реле Д4 — призначене для захисту від короткого замикання на кузов силових і допоміжних високовольтних кіл електровоза. Реле встановлюється в кузові 1 біля ШВ. При ввімкненні рубильнику АБ утримуюча котушка знаходиться постійно під напругою. Для ввімкнення диференційного реле потрібно натиснути кнопку із самоповерненням «Повернення реле» на пульті машиніста. При виникненні струму небалансу диференційне реле вимикає швидкодіючий вимикач і контактор КВЦ.
Реле рекуперації РР-3 та РР-4 — призначене для подачі команди лінійним контакторам на підключення тягових двигунів, що працюють в генераторному режимі при рекуперації до контактної мережі, коли напруги останніх вистачить для створення процесу рекуперації. Реле рекуперації регулюють на ввімкнення при різниці 100 В між якорями тягових двигунів і контактною мережею. Встановлено, що за час механічного спрацьовування реле, механічного спрацьовування лінійних контакторів напруга якорів збільшиться на величину приблизно в 100 В, і підключення якорів двигунів до мережі не викличе сильного стрибка струму. В експлуатації бували випадки, коли двигуни не встигали набрати потрібну напругу (наприклад розрегулювання реле), відбувався збір схеми рекуперації при нижчій напрузі якорів від контактної мережі і починався моторний режим.
Реле буксування РБ-4 — призначене для визначення буксування колісної пари електровоза, сигналізації машиністу відповідною лампою на пульті і автоматичної подачі піску під колісні пари.